# Shahpura (Dindori)
Shahpura è una suddivisione dell'India, classificata come nagar panchayat, di 9.449 abitanti, situata nel distretto di Dindori, nello stato federato del Madhya Pradesh. In base al numero di abitanti la città rientra nella classe V (da 5.000 a 9.999 persone).

## Geografia fisica
La città è situata a 23° 13' 03 N e 80° 42' 21 E.

## Società

### Evoluzione demografica
Al censimento del 2001 la popolazione di Shahpura assommava a 9.449 persone, delle quali 4.841 maschi e 4.608 femmine. I bambini di età inferiore o uguale ai sei anni assommavano a 1.265, dei quali 655 maschi e 610 femmine. Infine, coloro che erano in grado di saper almeno leggere e scrivere erano 6.718, dei quali 3.842 maschi e 2.876 femmine.